# Ritratto di Giovanni Battista Caselli
Il Ritratto di Giovanni Battista Caselli è un ritratto eseguito dall'artista italiana del XVI secolo Sofonisba Anguissola. Caselli era un poeta di Cremona, la stessa città di Anguissola, giustiziato nel 1559; fu uno dei suoi ultimi dipinti prima di partire per la corte reale di Spagna, dove sarebbe diventata pittrice ufficiale della regina di Spagna, Elisabetta di Valois.
Non c'è una firma sul dipinto, anche se è possibile che il dipinto sia stato tagliato e che la firma fosse da uno dei bordi del dipinto.
Caselli indica un dipinto della Madonna con Gesù bambino e Giovanni Battista – questo è presumibilmente destinato a mostrare le preoccupazioni spirituali di Caselli.
Il dipinto è appeso nel Museo del Prado, Madrid. È stato acquistato per conto del Prado dallo stato spagnolo nel 2012.